# Neoplasta
Neoplasta is een geslacht van insecten uit de familie van de dansvliegen (Empididae), die tot de orde tweevleugeligen (Diptera) behoort.

## Soorten
- N. bifida MacDonald and Turner, 1993
- N. concava MacDonald and Turner, 1993
- N. chrysopleura MacDonald and Turner, 1993
- N. deyrupi MacDonald and Turner, 1993
- N. hansoni MacDonald and Turner, 1993
- N. hebes Melander, 1947
- N. megorchis Melander, 1947
- N. octoterga MacDonald and Turner, 1993
- N. parahebes MacDonald and Turner, 1993
- N. paramegorchis MacDonald and Turner, 1993
- N. scapularis (Loew, 1862)
- N. scapuliformis MacDonald and Turner, 1993